# Sloboda-Șolomkivska, Ovruci
Sloboda-Șolomkivska (în ucraineană Слобода-Шоломківська) este un sat în comuna Șolomkî din raionul Ovruci, regiunea Jîtomîr, Ucraina.

## Demografie
Componența lingvistică a localității Sloboda-Șolomkivska
     Ucraineană (97,83%)
     Rusă (1,4%)
     Alte limbi (0,77%)
Conform recensământului din 2001, majoritatea populației localității Sloboda-Șolomkivska era vorbitoare de ucraineană (97,83%), existând în minoritate și vorbitori de rusă (1,4%).